# Irene Knoch
Irene Knoch (geboren am 18. Februar 1931 als Irene Blaschke; gestorben am 26. März 2014 in Duisburg) war eine deutsche Philanthropin.

## Leben
Irene Knoch engagierte sich seit 1981 ehrenamtlich für sozial benachteiligte Kinder. Sie initiierte 1991 die „Rumänien-Kinderhilfe in Duisburg“ und gründete 2001 mit ihrem Privatvermögen die gemeinnützige „Stiftung Kind Duisburg“, mit der seither benachteiligte und schwerbehinderte Kinder unterstützt werden. Unter anderem förderte sie mit ihrer Stiftung das Kinder- und Jugendhaus in Duisburg-Beeck.
Für diese Arbeit wurde sie 2010 mit dem Bundesverdienstkreuz geehrt. 2020 wurde nach ihr die Irene-Knoch-Straße in Duisburg-Huckingen benannt.